# Иванчиков (посёлок)
Иванчиков —поселок в Стародубском муниципальном округе Брянской области.

## География
Находится в западной части Брянской области на расстоянии приблизительно 10 км на юг-юго-восток по прямой от районного центра города Стародуб.

## История
На карте 1941 года показан как поселение с 25 дворами.. До 2019 года входило в состав Мишковского сельского поселения, с 2019 по 2020 год в состав Десятуховского сельского поселения Стародубского района до их упразднения.

## Население
Численность населения: 21 человек в 2002 году (русские 100 %), 12 в 2010.